# Malakacheruvu, Bagepalli
Malakacheruvu là một làng thuộc tehsil Bagepalli, huyện Chikkaballapur, bang Karnataka, Ấn Độ.